# صايين قلعة
صايين قلعة (بالفارسية: صایین‌قلعه) هي معلم جغرافي تقع في إيران في البلدة المركزية. يقدر عدد سكانها بـ 11,083 نسمة .